# Waarmaarde
Waarmaarde é uma vila e deelgemeente do município belga de Avelgem, província de Flandres Ocidental. Em 2006, tinha 695 habitantes e uma área de 2,92 km². 

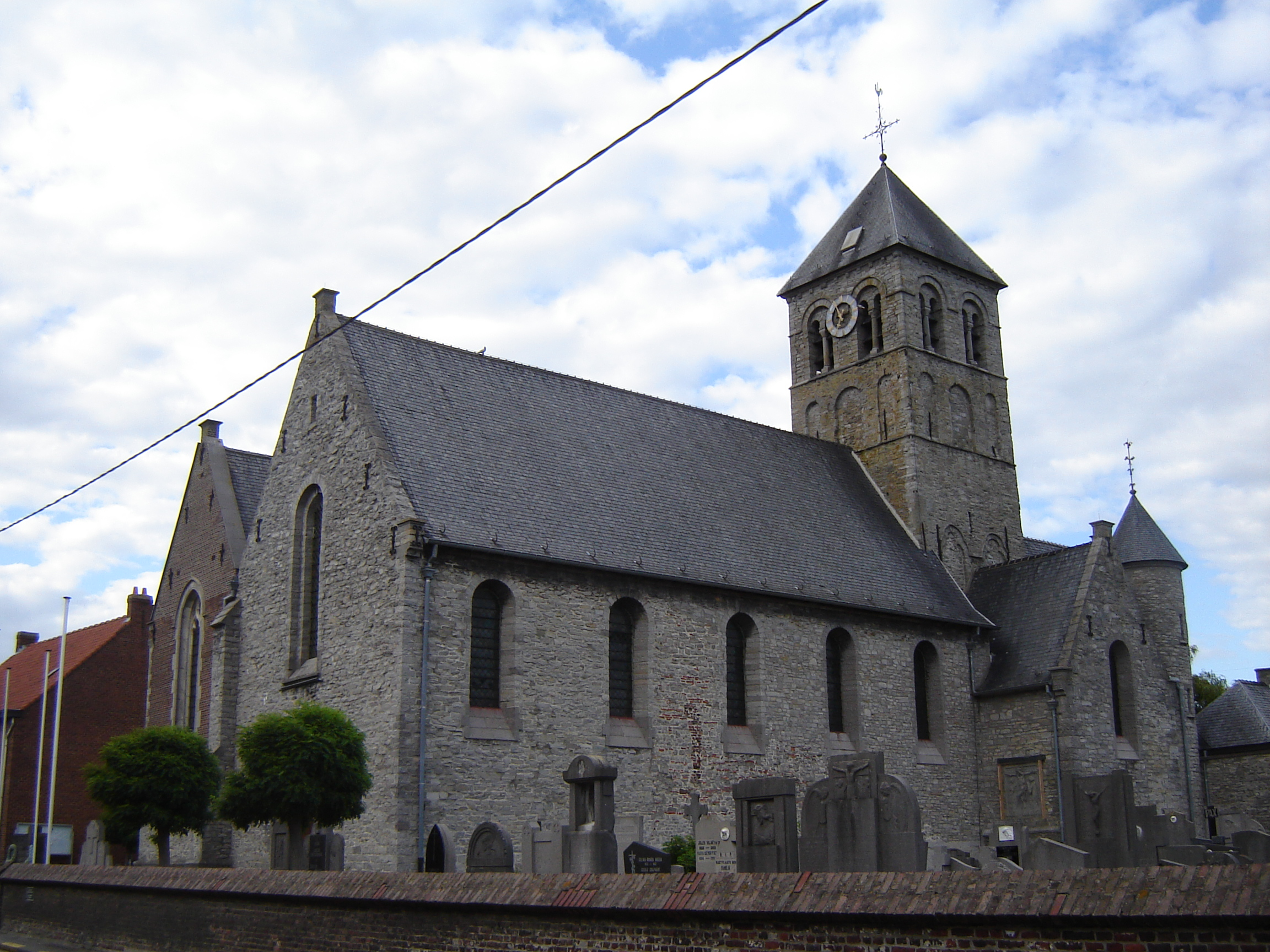
Igreja de Santo Eligius, em Waarmaarde.

Localização de Waarmaarde, no município de Avelgem e na Bélgica.